# Prélude à l'Après-midi d'un faune
Pour les articles homonymes, voir Prélude (homonymie) et L'Après-midi d'un faune (homonymie).

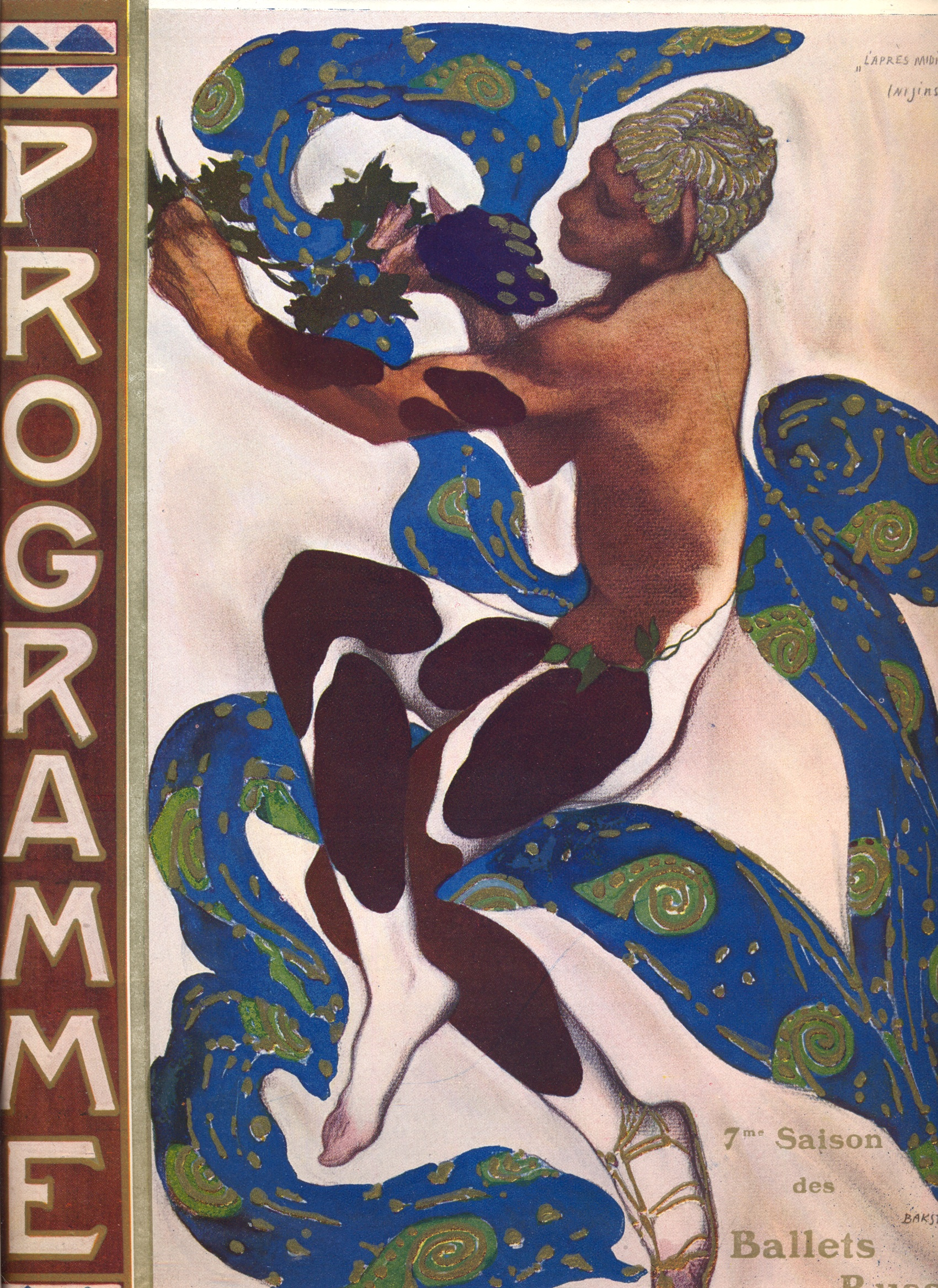
Vaslav Nijinski pour le ballet L'Après-midi d'un faune, dessiné par Léon Bakst

Le Prélude à l'Après-midi d'un faune, sous-titré Églogue pour orchestre d'après Stéphane Mallarmé, est une œuvre symphonique de Claude Debussy, composée entre 1892 et 1894,. 
L'œuvre s’inspire du poème L'Après-midi d'un faune de Stéphane Mallarmé. 

## Présentation
Le Prélude à l'Après-midi d'un faune est créé le 22 décembre 1894 par l'orchestre de la Société nationale de musique à Paris. La direction de l'œuvre en fut confiée au compositeur et chef d'orchestre suisse Gustave Doret et le solo de flûte interprété par Georges Barrère.
Debussy écrit dans le programme imprimé : « La musique de ce Prélude est une très libre illustration du beau poème de Mallarmé. Elle ne désire guère résumer ce poème, mais veut suggérer les différentes atmosphères, au milieu desquelles évoluent les désirs, et les rêves de l'Egipan, par cette brûlante après-midi. Fatigué de poursuivre nymphes craintives et naïades timides, il s'abandonne à un sommeil voluptueux qu'anime le rêve d'un désir enfin réalisé : la possession complète de la nature entière ».
La formation comporte trois flûtes, deux hautbois, un cor anglais, deux clarinettes, deux bassons, quatre cors, deux harpes, deux crotales (ou cymbales antiques) et la section de cordes, soit les deux sections de violons, les altos, les violoncelles et les contrebasses.
C'est une des œuvres les plus connues de Debussy, dont le succès fut immédiat, et qui constitue le plus bel exemple de la musique impressionniste. Maurice Ravel la qualifia de « miracle unique dans toute la musique ». Elle a été transcrite pour de nombreuses formations instrumentales, la plus jouée étant sans doute la réduction pour flûte (ou violon) et piano due à Gustave Samazeuilh.
La partition est dédiée au compositeur Raymond Bonheur.

## Analyse de l'œuvre
Comme dans d'autres œuvres de Debussy, l'apparition de la tonalité principale de mi majeur est différée, l'utilisation dans les premières mesures de la gamme par tons et de passages chromatiques créant une impression de « flou tonal absolu ». Le Prélude s'ouvre ainsi sur une arabesque chromatique jouée à la flûte, au caractère orientalisant, et donnant le thème de l'œuvre :
Thème principal de la flûte, au début du Prélude à l'Après-midi d'un faune de Claude Debussy.
L'œuvre compte 110 mesures, soit autant d’alexandrins qu’en contient le poème dont elle est inspirée, L'Après-midi d'un faune de Stéphane Mallarmé.

## Adaptations chorégraphiques
Sous le nom de L'Après-midi d'un faune, en 1912, Vaslav Nijinski, avec les Ballets russes de Serge de Diaghilev, crée sur ce Prélude une chorégraphie qui révolutionne la pratique du moment de la danse. L'espace scénique est réduit au seul avant-scène, matérialisé par un somptueux rideau dû à Léon Bakst, le faune et les nymphes évoluant latéralement sur deux lignes, tels les personnages d'une frise grecque ancienne.   
Jerome Robbins reprend à son tour la musique de Debussy dans Afternoon of a faun en 1953. L'argument du ballet est le suivant : un jeune danseur s'échauffe dans un studio de danse lorsque survient une danseuse qui fait de même. Une rencontre se fait...
En 2006, la chorégraphe de danse contemporaine Anne Teresa De Keersmaeker utilise le prélude de Debussy comme base de sa pièce D'un soir un jour, faisant également des allusions à la création de Nijinski.

## Dans la culture populaire
- Le film Passion de Brian De Palma comprend une scène clé de ce ballet.
- Dans le film d'animation Allegro non troppo (1976) de Bruno Bozzetto, la musique de Debussy est l'argument d'une histoire poétique, sensuelle et triste.

## Poème de Mallarmé
- L'Après-midi d'un faune